# Canal+ Extra 1
Canal+ Extra 1 – polskojęzyczna stacja telewizyjna emitująca Ligę Mistrzów UEFA, której nadawcą jest Canal+ Polska SA. Kanał został uruchomiony 20 sierpnia 2024 roku. Do 1 sierpnia 2025 był jedynym kanałem z pakietu Canal+ Extra emitującym swój program całodobowo - wtedy nadawanie całodobowe zaczął Canal+ Extra 2.

## Historia
Wiosną 2024 roku Canal+ pozyskał wyłączne prawa do transmisji wszystkich meczów Ligi Mistrzów UEFA, Ligi Młodzieżowej UEFA i Superpucharu UEFA w sezonach 2024/2025, 2025/2026 i 2026/2027.
W ostatnich latach rozgrywki LM pokazywały kanały Polsat Sport Premium. Z tego powodu Canal+ Polska złożyła wniosek o koncesje dla kanałów Canal+ 360 (ostatecznie ten kanał zastąpił Canal+ Family), Canal+ Extra 1, Canal+ Extra 2, Canal+ Extra 3 i dla Canal+ Extra 4, która została udzielona nadawcy przez KRRiT.